# Andrzej Pałasz
Andrzej Ferdynand Pałasz (Zabrze, 22 luglio 1960) è un ex calciatore polacco, di ruolo centrocampista.

## Palmarès

### Club
- Campionato polacco: 3

Górnik Zabrze: 1984-1985, 1985-1986, 1986-1987